# Radeon 400
A série Radeon 400 é uma série de processadores gráficos desenvolvidos pela AMD. Essas placas foram as primeiras a apresentar as GPUs Polaris, usando o novo processo de fabricação de 14 nm FinFET desenvolvido pela Samsung Electronics e licenciado para a GlobalFoundries. A família Polaris incialmente incluiu dois novos chips na família Graphics Core Next (GCN) (Polaris 11 e Polaris 12). Polaris implementa a 4ª geração do conjunto de instruções Graphics Core Next e compartilha pontos em comum com as microarquiteturas GCN anteriores.

## Nomenclatura
O prefixo RX é usado para placas que oferecem mais de 1,5 teraflops de desempenho e 80 GB/s de throughput de memória (com compactação de memória) e atingem pelo menos 60 FPS a 1080p em jogos populares como Dota 2 e League of Legends. Caso contrário, será omitido. Como nas gerações anteriores, o primeiro numeral do número refere-se à geração (4 neste caso) e o segundo numeral do número refere-se ao nível do cartão, que são seis. O nível 4, o nível mais fraco da série 400, não terá o prefixo RX e apresentará um barramento de memória de 64 bits. Os níveis 5 e 6 terão placas com prefixo RX e sem prefixo RX, indicando que, embora ambos apresentem um barramento de memória de 128 bits e sejam voltados para jogos de 1080p, o último ficará aquém de 1,5 teraflops de desempenho. Os níveis 7 e 8 terão cada um um barramento de memória de 256 bits e serão comercializados como placas de 1440p. O nível mais alto, o nível 9, apresentará um barramento de memória superior a 256 bits e será voltado para jogos em 4K. Por fim, o terceiro numeral indicará se o cartão está em sua primeira ou segunda revisão com 0 ou 5, respectivamente. Assim, por exemplo, o RX 460 indica que tem pelo menos 1,5 teraflops de desempenho, 100 GB/s de throughput de memória, tem um barramento de memória de 128 bits e poderá atingir 60 FPS nos jogos mencionados anteriormente em 1080p.

### OpenCL (API)
O OpenCL permite o uso de GPUs para computação numérica altamente paralela acelera muitos pacotes de software científico contra a CPU até o fator 10 ou 100 e mais. OpenCL 1.0 a 1.2 são suportados para todos os chips com arquiteturas Terascale ou GCN. OpenCL 2.0 é compatível com GCN de 2ª geração. ou mais alto. Qualquer placa compatível com OpenCL 2.0 pode obter suporte para OpenCL 2.1 e 2.2 com apenas uma atualização de driver.[carece de fontes?]

### Vulkan (API)
A API Vulkan 1.0 é compatível com todas as placas de arquitetura GCN. Vulkan 1.2 requer GCN 2nd gen ou superior com os drivers Adrenalin 20.1 e Linux Mesa 20.0 e mais recentes.

## Novos recursos
Esta série é baseada na arquitetura GCN de quarta geração. Inclui novos agendadores de hardware, um novo acelerador de descarte primitivo, um novo controlador de exibição, e um UVD atualizado que pode decodificar HEVC em resoluções de 4K a 60 quadros por segundo com 10 bits por canal de cor. Em 8 de dezembro de 2016, a AMD lançou drivers Crimson ReLive (versão 16.12.1), que fazem GCN-GPUs suportar aceleração de decodificação VP9 de até 4K a 60 Hz e com suporte para Dolby Vision e HDR10.

## Chips

### Polaris
O Polaris 10 possui 2304 processadores de fluxo em 36 unidades de computação (CUs), e suporta até 8 GB de memória GDDR5 em uma interface de memória de 256 bits. A GPU substitui o segmento Tonga de gama média da linha Radeon M300. De acordo com a AMD, seu principal objetivo com o design do Polaris era a eficiência energética: o Polaris 10 foi inicialmente planejado para ser um chip intermediário, a ser apresentado no RX 480, com um TDP de cerca de 110-135W em comparação com o TDP de 190 W do seu predecesso R9 380. Apesar disso, espera-se que o chip Polaris 10 rode os últimos jogos DirectX12 "em uma resolução de 1440p com 60 quadros por segundo estáveis".
O Polaris 11, por outro lado, sucederá o GPU "Curacao", que alimenta vários cartões de gama baixa a média. Possui 1024 processadores de fluxo em 16 CUs, juntamente com até 4 GB de memória GDDR5 em uma interface de memória de 128 bits. O Polaris 11 tem um TDP de 75W.

## Avaliações
Muitos críticos elogiaram o desempenho do RX 480 8GB quando avaliado à luz de seu preço de lançamento de $ 239. The Tech Report afirmou que o RX 480 é o cartão mais rápido para o segmento de $ 200 na época de seu lançamento. HardOCP deu a este cartão um prêmio Editor's Choice Silver. PC Perspective deu a ele o PC Perspective Gold Award.

### Placa de referência RX 480 Violações de limite de energia PCI Express
Alguns analistas descobriram que a AMD Radeon RX 480 viola as especificações de consumo de energia PCI Express, que permite um máximo de 75 watts (66w 12v) sendo extraído do slot PCI Express da placa-mãe. Chris Angelini, da Tom's Hardware, notou que em um teste de estresse ele pode extrair uma média de 90 watts do slot e 86 watts em uma carga de jogo típica. O pico de uso pode ser de até 162 watts e 300 watts no total com a fonte de alimentação em uma carga de jogo. A TechPowerUp corroborou esses resultados observando que também pode consumir até 166 watts da fonte de alimentação, além do limite de 75 watts para um conector de alimentação PCI Express de 6 pinos. Ryan Shrout de PC Perspective fez um teste de acompanhamento após outros relatórios e descobriu que sua amostra de análise consome 80-84 watts da placa-mãe na velocidade padrão e que os pinos da fonte de alimentação de 12 volts dos outros slots PCI Express estavam fornecendo apenas 11,5 volts durante a carga. sua placa-mãe Asus ROG Rampage V Extreme. Ele não estava preocupado com a queda de tensão devido à tolerância de tensão de 8% da especificação, mas observou possíveis problemas em sistemas onde várias placas RX 480 com overclock estão rodando em quad CrossFire, ou em placas-mãe que não são projetadas para suportar altas atuais, como orçamento e modelos mais antigos.
A AMD lançou um driver que reprograma o módulo regulador de tensão para consumir menos energia da placa-mãe, permitindo que o consumo de energia da placa-mãe passe pela especificação PCI Express. Embora isso agrave o excesso no conector de alimentação de 6 pinos, essa violação não é muito preocupante porque esses conectores têm uma margem de segurança maior em sua classificação de energia. A quantidade de energia consumida no conector depende de um "modo de compatibilidade" recém-introduzido no driver. Quando ativado, o modo de compatibilidade reduz o consumo total de energia do cartão, permitindo que ambas as fontes de energia operem mais próximas de suas classificações. O modo padrão produz desempenho essencialmente inalterado, enquanto o modo de compatibilidade resulta em quedas de desempenho dentro do erro dos benchmarks. Algumas placas RX 480 projetadas por parceiros da AMD incluem um conector de alimentação de 8 pinos que pode fornecer mais energia do que o design padrão.

## Tabela de chipsets
- Os padrões de exibição suportados são: DisplayPort 1.4 HBR, HDMI 2.0b, HDR10 colorido [30]
- Dual-Link DVI-D e DVI-I em resoluções de até 4096 × 2304 também são suportados, apesar das portas não estarem presentes nas placas de referência.

### Desktop
| Modelo (Codinome)              | Data de lançamento e preço                          | Arquitetura e Fab       | Transistores & Die Size | Core              | Core        | Taxa de preenchimento | Taxa de preenchimento | Poder de processamento (GFLOPS) | Poder de processamento (GFLOPS) | Memória       | Memória                      | Memória      | Memória                 | TBP   | Interface de barramento |
| Modelo (Codinome)              | Data de lançamento e preço                          | Arquitetura e Fab       | Transistores & Die Size | Config            | Clock (MHz) | Textura (GT/s)        | Pixel (GP/s)          | Single                          | Double                          | Tamanho (GiB) | Tipo e largura do barramento | Clock (MT/s) | Largura de banda (GB/s) | TBP   | Interface de barramento |
| ------------------------------ | --------------------------------------------------- | ----------------------- | ----------------------- | ----------------- | ----------- | --------------------- | --------------------- | ------------------------------- | ------------------------------- | ------------- | ---------------------------- | ------------ | ----------------------- | ----- | ----------------------- |
| Radeon R5 430 (Oland Pro)      | 30 de junho de OEM                                  | GCN 1st gen 28 nm       | 1040×106 90 mm2         | 384:24:8 6 CU     | 730 780     | 17.52 18.72           | 5.84 6.24             | 560 599                         | 37.4 40                         | 1 2           | DDR3 GDDR5 128-bit           | 1800 4500    | 28.8 72                 | 50 W  | PCIe 3.0 ×8             |
| Radeon R5 435 (Oland)          | 30 de junho de OEM                                  | GCN 1st gen 28 nm       | 1040×106 90 mm2         | 320:20:8 5 CU     | 1030        | 20.6                  | 8.24                  | 659                             | 41.2                            | 2             | DDR3 64-bit                  | 2000         | 16                      | 50 W  | PCIe 3.0 ×8             |
| Radeon R7 430 (Oland Pro)      | 30 de junho de OEM                                  | GCN 1st gen 28 nm       | 1040×106 90 mm2         | 384:24:8 6 CU     | 730 780     | 17.52 18.72           | 5.84 6.24             | 560 599                         | 37.4 40                         | 1 2 4         | DDR3 GDDR5 128-bit           | 1800 4500    | 28.8 72                 | 50 W  | PCIe 3.0 ×8             |
| Radeon R7 435 (Oland)          | 30 de junho de OEM                                  | GCN 1st gen 28 nm       | 1040×106 90 mm2         | 320:20:8 5 CU     | 920         | 18.4                  | 7.36                  | 589                             | 36.8                            | 2             | DDR3 64-bit                  | 2000         | 16                      | 50 W  | PCIe 3.0 ×8             |
| Radeon R7 450 (Cape Verde Pro) | 30 de junho de OEM                                  | GCN 1st gen 28 nm       | 1500×106 123 mm2        | 512:32:16 8 CU    | 1050        | 33.6                  | 16.8                  | 1075                            | 65.2                            | 2             | GDDR5 128-bit                | 4500         | 72                      | 65 W  | PCIe 3.0 ×16            |
| Radeon RX 455 (Bonaire Pro)    | 30 de junho de OEM                                  | GCN 2nd gen 28 nm       | 2080×106 160 mm2        | 768:48:16 12 CU   | 1050        | 50.4                  | 16.8                  | 1613                            | 100.8                           | 2             | GDDR5 128-bit                | 6500         | 104                     | 100 W | PCIe 3.0 ×16            |
| Radeon RX 460 (Baffin)         | 8 de agosto de 2016 $109 USD(2 GB) $139 USD(4 GB)   | GCN 4th gen GloFo 14LPP | 3000×106 123 mm2        | 896:56:16 14 CU   | 1090 1200   | 61 67.2               | 17.4 19.2             | 1953 2150                       | 122 132                         | 2 4           | GDDR5 128-bit                | 7000         | 112                     | <75 W | PCIe 3.0 ×8             |
| Radeon RX 470D (Ellesmere)     | 21 de outubro de 2016 CNY ¥1299 (somente na China)  | GCN 4th gen GloFo 14LPP | 5700×106 232 mm2        | 1792:112:32 28 CU | 926 1206    | 103.7 135.1           | 29.6 38.6             | 3319 4322                       | 207 270                         | 4             | GDDR5 256-bit                | 7000         | 224                     | 120 W | PCIe 3.0 ×16            |
| Radeon RX 470 (Ellesmere Pro)  | 4 de agosto de 2016 $179 USD                        | GCN 4th gen GloFo 14LPP | 5700×106 232 mm2        | 2048:128:32 32 CU | 926 1206    | 118.5 154.4           | 29.6 38.6             | 3793 4940                       | 237 309                         | 4 8           | GDDR5 256-bit                | 6600         | 211                     | 120 W | PCIe 3.0 ×16            |
| Radeon RX 480 (Ellesmere XT)   | 29 de junho de 2016 $199 USD (4 GB) $239 USD (8 GB) | GCN 4th gen GloFo 14LPP | 5700×106 232 mm2        | 2304:144:32 36 CU | 1120 1266   | 161.3 182.3           | 35.8 40.5             | 5161 5834                       | 323 365                         | 4 8           | GDDR5 256-bit                | 7000 8000    | 224 256                 | 150 W | PCIe 3.0 ×16            |

1. 1 2 3  Os valores de reforço (se disponíveis) são indicados abaixo do valor base em itálico.
2. ↑  A taxa de preenchimento de textura é calculada como o número de unidades de mapeamento de textura multiplicado pela velocidade de clock base (ou boost) do núcleo.
3. ↑  A taxa de preenchimento de pixel é calculada como o número de unidades de saída de renderização multiplicado pela velocidade de clock base (ou boost) do núcleo.
4. ↑  O desempenho de precisão é calculado a partir da velocidade de clock do núcleo base (ou boost) com base em uma operação FMA.
5. ↑  Shaders Unificados: Unidades de Mapeamento de Textura: Unidades de Saída de Renderização e Compute Units (CU)
6. ↑  O processo 14LPP FinFET de 14 nm da GlobalFoundries é de segunda origem da Samsung Electronics.[44]

### Mobile
| Modelo (Codinome)             | Lançamento         | Arquitetura e Fab | Core        | Core         | Taxa de preenchimento | Taxa de preenchimento | Poder de processamento (GFLOPS) | Memória                      | Memória       | Memória      | Memória                 | TDP          |
| Modelo (Codinome)             | Lançamento         | Arquitetura e Fab | Config      | Clock (MHz)  | Texture (GT/s)        | Pixel (GP/s)          | Poder de processamento (GFLOPS) | Tipo e largura do barramento | Tamanho (GiB) | Clock (MHz)  | Largura de banda (GB/s) | TDP          |
| ----------------------------- | ------------------ | ----------------- | ----------- | ------------ | --------------------- | --------------------- | ------------------------------- | ---------------------------- | ------------- | ------------ | ----------------------- | ------------ |
| Radeon R5 M420 (Jet Pro)      | 15 de maio de 2016 | GCN 1st gen 28 nm | 320:20:8    | 780 855      | 15.6 17.1             | 6.24 6.84             | 499 547                         | DDR3 64-bit                  | 2             | 1000         | 16.0                    | ~20 W        |
| Radeon R5 M430 (Exo Pro)      | 15 de maio de 2016 | GCN 1st gen 28 nm | 320:20:8    | 1030 ?       | 20.6                  | 8.2                   | 659.2                           | DDR3 64-bit                  | 2             | 1000         | 14.4                    | 18 W         |
| Radeon R7 M435 (Jet Pro)      | 15 de maio de 2016 | GCN 1st gen 28 nm | 320:20:8    | 780 855      | 15.6 17.1             | 6.24 6.84             | 499 547                         | GDDR5 64-bit                 | 4             | 1000         | 32                      | ~20 W        |
| Radeon R7 M440 (Meso Pro)     | 15 de maio de 2016 | GCN 1st gen 28 nm | 320:20:8    | 1021 ?       | 20.4                  | 8.17                  | 653                             | DDR3 64-bit                  | 4             | 1000         | 16                      | ~20 W        |
| Radeon R7 M445 (Meso Pro)     | 14 de maio de 2016 | GCN 1st gen 28 nm | 320:20:8    | 780 920      | 15.6 18.4             | 6.24 7.36             | 499 589                         | GDDR5 64-bit                 | 4             | 1000         | 32                      | ~20 W        |
| Radeon R7 M460 (Meso XT)      | abril de 2016      | GCN 1st gen 28 nm | 384:24:8    | 1100 1125    | 26.4 27.0             | 8.8 9.00              | 844 864                         | DDR3 64-bit                  | 2             | 900          | 14.4                    | Desconhecido |
| Radeon RX 460 (Baffin)        | agosto de 2016     | GCN 4th gen 14 nm | 896:56:16   | Desconhecido | Desconhecido          | Desconhecido          | Desconhecido                    | GDDR5 128-bit                | 2             | 1750         | 112                     | 35 W?        |
| Radeon R7 M465 (Litho XT)     | maio de 2016       | GCN 1st gen 28 nm | 384:24:8    | 825 960      | 19.8 23.0             | 6.6 7.68              | 634 737                         | GDDR5 128-bit                | 4             | 1150         | 32                      | Desconhecido |
| Radeon R7 M465X (Tropo XT)    | maio de 2016       | GCN 1st gen 28 nm | 512:32:16   | 900 925      | 28.8 29.6             | 14.4 14.80            | 921 947                         | GDDR5 128-bit                | 4             | 1125         | 72                      | Desconhecido |
| Radeon R9 M470 (Strato Pro)   | maio de 2016       | GCN 2nd gen 28 nm | 768:48:16   | 900 1000     | 43.2 48.0             | 14.4 16.00            | 1382 1536                       | GDDR5 128-bit                | 4             | 1500         | 96                      | ~75 W        |
| Radeon R9 M470X (Strato XT)   | maio de 2016       | GCN 2nd gen 28 nm | 896:56:16   | 1000 1100    | 56.0 61.6             | 16.00 17.60           | 1792 1971                       | GDDR5 128-bit                | 4             | 1500         | 96                      | ~75 W        |
| Radeon RX 470 (Ellesmere Pro) | agosto de 2016     | GCN 4th gen 14 nm | 2048:128:32 | Desconhecido | Desconhecido          | Desconhecido          | Desconhecido                    | GDDR5 256-bit                | 4             | 1650         | 211                     | 85 W?        |
| Radeon RX 480M (Baffin)       | ASA                | GCN 4th gen 14 nm | 1024:xx:xx  | Desconhecido | Desconhecido          | Desconhecido          | Desconhecido                    | GDDR5 128-bit                | Desconhecido  | Desconhecido | Desconhecido            | 35 W         |
| Radeon R9 M485X (Antigua XT)  | maio de 2016       | GCN 3rd gen 28 nm | 2048:128:32 | 723          | 92.5                  | 23.14                 | 2961                            | GDDR5 256-bit                | 8             | 1250         | 160                     | ~100 W       |

1. 1 2 3  Os valores de reforço (se disponíveis) são indicados abaixo do valor base em itálico.
2. ↑  A taxa de preenchimento de textura é calculada como o número de unidades de mapeamento de textura multiplicado pela velocidade de clock base (ou boost) do núcleo.
3. ↑  A taxa de preenchimento de pixel é calculada como o número de unidades de saída de renderização multiplicado pela velocidade de clock base (ou boost) do núcleo.
4. ↑  O desempenho de precisão é calculado a partir da velocidade de clock do núcleo base (ou boost) com base em uma operação FMA.
5. ↑  Shaders Unificados: Unidades de Mapeamento de Textura: Unidades de Saída de Renderização

## Matriz de recursos do Radeon
A tabela a seguir mostra os recursos das GPUs da AMD / ATI (consulte também: Lista de unidades de processamento gráfico da AMD).
| Lançamento                   | 1986                        | 1991                       | Abril 1996                 | Março 1997                 | Agosto 1998                | Abril 2000                 | Agosto 2001                              | Setembro 2002                            | Maio 2004                                | Outubro 2005                             | Maio 2007                        | Novembro 2007                    | Junho 2008                       | Setembro 2009                                           | Outubro 2010                                                               | Janeiro 2012                                            | Setembro 2013 | Junho 2015 | Junho 2016, Abril 2017, Agosto 2019                                                                                  | Junho 2017, Fevereiro 2019                                                                                           | Julho 2019                                                                                          | Novembro 2020                                                                                       | Dezembro 2022                      |       |       |       |
| Nome de marketing            | Wonder                      | Mach                       | 3D Rage                    | Rage Pro                   | Rage 128                   | Radeon 7000                | Radeon 8000                              | Radeon 9000                              | Radeon X700/X800                         | Radeon X1000                             | Radeon HD 2000                   | Radeon HD 3000                   | Radeon HD 4000                   | Radeon HD 5000                                          | Radeon HD 6000                                                             | Radeon HD 7000                                          | Radeon 200 | Radeon 300 | Radeon 400/500/600                                                                                                   | Radeon RX Vega, Radeon VII                                                                                           | Radeon RX 5000                                                                                      | Radeon RX 6000                                                                                      | Radeon RX 7000                     |       |       |       |
| Suporte AMD                  | Terminou                    | Terminou                   | Terminou                   | Terminou                   | Terminou                   | Terminou                   | Terminou                                 | Terminou                                 | Terminou                                 | Terminou                                 | Terminou                         | Terminou                         | Terminou                         | Terminou                                                | Terminou                                                                   | Terminou                                                | Terminou | Terminou | Atual | Atual | Atual                                                                                               | Atual                                                                                               | Atual                              | Atual | Atual | Atual |
| Tipo                         | 2D                          | 2D                         | 3D                         | 3D                         | 3D                         | 3D                         | 3D                                       | 3D                                       | 3D                                       | 3D                                       | 3D                               | 3D                               | 3D                               | 3D                                                      | 3D                                                                         | 3D                                                      | 3D | 3D | 3D | 3D | 3D                                                                                                  | 3D                                                                                                  | 3D                                 |       |       |       |
| Conjunto de instruções       | Não conhecido publicamente  | Não conhecido publicamente | Não conhecido publicamente | Não conhecido publicamente | Não conhecido publicamente | Não conhecido publicamente | Não conhecido publicamente               | Não conhecido publicamente               | Não conhecido publicamente               | Não conhecido publicamente               | Conjunto de instruções TeraScale | Conjunto de instruções TeraScale | Conjunto de instruções TeraScale | Conjunto de instruções TeraScale                        | Conjunto de instruções TeraScale                                           | Conjunto de instruções GCN                              | Conjunto de instruções GCN                                                                                           | Conjunto de instruções GCN                                                                                           | Conjunto de instruções GCN                                                                                           | Conjunto de instruções GCN                                                                                           | Conjunto de instruções RDNA                                                                         | Conjunto de instruções RDNA                                                                         | Conjunto de instruções RDNA        |       |       |       |
| Microarquitetura             | Não conhecido publicamente  | Não conhecido publicamente | Não conhecido publicamente | Não conhecido publicamente | Não conhecido publicamente | Não conhecido publicamente | Não conhecido publicamente               | Não conhecido publicamente               | Não conhecido publicamente               | Não conhecido publicamente               | TeraScale 1 (VLIW)               | TeraScale 1 (VLIW)               | TeraScale 1 (VLIW)               | TeraScale 2 (VLIW5)                                     | \| TeraScale 2 (VLIW5) até 68xx \| TeraScale 3 (VLIW4) em 69xx [65][66] \| | GCN 1st gen                                             | GCN 2nd gen | GCN 3rd gen | GCN 4th gen | GCN 5th gen | RDNA                                                                                                | RDNA 2                                                                                              | RDNA 3                             |       |       |       |
| Tipo                         | Pipieline fixo              | Pipieline fixo             | Pipieline fixo             | Pipieline fixo             | Pipieline fixo             | Pipieline fixo             | Pipelies de pixel e vértice programáveis | Pipelies de pixel e vértice programáveis | Pipelies de pixel e vértice programáveis | Pipelies de pixel e vértice programáveis | Modelo de shader unificado       | Modelo de shader unificado       | Modelo de shader unificado       | Modelo de shader unificado                              | Modelo de shader unificado                                                 | Modelo de shader unificado                              | Modelo de shader unificado                                                                                           | Modelo de shader unificado                                                                                           | Modelo de shader unificado                                                                                           | Modelo de shader unificado                                                                                           | Modelo de shader unificado                                                                          | Modelo de shader unificado                                                                          | Modelo de shader unificado         |       |       |       |
| Direct3D                     | —                           | —                          | 5.0                        | 6.0                        | 6.0                        | 7.0                        | 8.1                                      | 9.0 11 (9_2)                             | 9.0b 11 (9_2)                            | 9.0c 11 (9_3)                            | 10.0 11 (10_0)                   | 10.1 11 (10_1)                   | 10.1 11 (10_1)                   | 11 (11_0)                                               | 11 (11_0)                                                                  | 11 (11_1) 12 (11_1)                                     | 11 (12_0) 12 (12_0)                                                                                                  | 11 (12_0) 12 (12_0)                                                                                                  | 11 (12_0) 12 (12_0)                                                                                                  | 11 (12_1) 12 (12_1)                                                                                                  | 11 (12_1) 12 (12_1)                                                                                 | 11 (12_1) 12 (12_2)                                                                                 | 11 (12_1) 12 (12_2)                |       |       |       |
| Modelo de shader             | —                           | —                          | —                          | —                          | —                          | —                          | 1.4                                      | 2.0+                                     | 2.0b                                     | 3.0                                      | 4.0                              | 4.1                              | 4.1                              | 5.0                                                     | 5.0                                                                        | 5.1                                                     | 5.1 6.5 | 5.1 6.5 | 5.1 6.5 | 6.7 | 6.7                                                                                                 | 6.7                                                                                                 | 6.7                                |       |       |       |
| OpenGL                       | —                           | —                          | —                          | 1.1                        | 1.2                        | 1.3                        | 1.3                                      | 2.1                                      | 2.1                                      | 2.1                                      | 3.3                              | 3.3                              | 3.3                              | 4.5 (no Linux: 4.5 (Mesa 3D 21.0))                      | 4.5 (no Linux: 4.5 (Mesa 3D 21.0))                                         | 4.6 (no Linux: 4.6 (Mesa 3D 20.0))                      | 4.6 (no Linux: 4.6 (Mesa 3D 20.0))                                                                                   | 4.6 (no Linux: 4.6 (Mesa 3D 20.0))                                                                                   | 4.6 (no Linux: 4.6 (Mesa 3D 20.0))                                                                                   | 4.6 (no Linux: 4.6 (Mesa 3D 20.0))                                                                                   | 4.6 (no Linux: 4.6 (Mesa 3D 20.0))                                                                  | 4.6 (no Linux: 4.6 (Mesa 3D 20.0))                                                                  | 4.6 (no Linux: 4.6 (Mesa 3D 20.0)) |       |       |       |
| Vulkan                       | —                           | —                          | —                          | —                          | —                          | —                          | —                                        | —                                        | —                                        | —                                        | —                                | —                                | —                                | —                                                       | —                                                                          | 1.0 (Win 7+ ou Mesa 17+)                                | 1.2 (Adrenalin 20.1.2, Linux Mesa 3D 20.0) 1.3 (GCN 4 e superior (com Adrenalin 22.1.2, Mesa 22.0))                  | 1.2 (Adrenalin 20.1.2, Linux Mesa 3D 20.0) 1.3 (GCN 4 e superior (com Adrenalin 22.1.2, Mesa 22.0))                  | 1.2 (Adrenalin 20.1.2, Linux Mesa 3D 20.0) 1.3 (GCN 4 e superior (com Adrenalin 22.1.2, Mesa 22.0))                  | 1.2 (Adrenalin 20.1.2, Linux Mesa 3D 20.0) 1.3 (GCN 4 e superior (com Adrenalin 22.1.2, Mesa 22.0))                  | 1.2 (Adrenalin 20.1.2, Linux Mesa 3D 20.0) 1.3 (GCN 4 e superior (com Adrenalin 22.1.2, Mesa 22.0)) | 1.2 (Adrenalin 20.1.2, Linux Mesa 3D 20.0) 1.3 (GCN 4 e superior (com Adrenalin 22.1.2, Mesa 22.0)) | 1.3                                |       |       |       |
| OpenCL                       | —                           | —                          | —                          | —                          | —                          | —                          | —                                        | —                                        | —                                        | —                                        | Close to Metal                   | Close to Metal                   | 1.1 (sem suporte Mesa 3D)        | 1.2 (no Linux: 1.1 (sem suporte de imagem) com Mesa 3D) | 1.2 (no Linux: 1.1 (sem suporte de imagem) com Mesa 3D)                    | 1.2 (no Linux: 1.1 (sem suporte de imagem) com Mesa 3D) | 2.0 (Adrenalin driver no Win7+) (no Linux: 1.1 (sem suporte de imagem) com Mesa 3D, 2.0 com drivers AMD ou AMD ROCm) | 2.0 (Adrenalin driver no Win7+) (no Linux: 1.1 (sem suporte de imagem) com Mesa 3D, 2.0 com drivers AMD ou AMD ROCm) | 2.0 (Adrenalin driver no Win7+) (no Linux: 1.1 (sem suporte de imagem) com Mesa 3D, 2.0 com drivers AMD ou AMD ROCm) | 2.0 (Adrenalin driver no Win7+) (no Linux: 1.1 (sem suporte de imagem) com Mesa 3D, 2.0 com drivers AMD ou AMD ROCm) | 2.0                                                                                                 | 2.1                                                                                                 | ?                                  |       |       |       |
| HSA / ROCm                   | —                           | —                          | —                          | —                          | —                          | —                          | —                                        | —                                        | —                                        | —                                        | —                                | —                                | —                                | —                                                       | —                                                                          | Yes                                                     | Yes | Yes | Yes | Yes | ?                                                                                                   | ?                                                                                                   | ?                                  |       |       |       |
| Decodificação de vídeo ASIC  | —                           | —                          | —                          | —                          | —                          | —                          | —                                        | —                                        | —                                        | —                                        | Avivo/UVD                        | UVD+                             | UVD 2                            | UVD 2.2                                                 | UVD 3                                                                      | UVD 4                                                   | UVD 4.2 | UVD 5.0 ou 6.0 | UVD 6.3 | UVD 7 | VCN 2.0                                                                                             | VCN 3.0                                                                                             | ?                                  |       |       |       |
| Codificação de vídeo ASIC    | —                           | —                          | —                          | —                          | —                          | —                          | —                                        | —                                        | —                                        | —                                        | —                                | —                                | —                                | —                                                       | —                                                                          | VCE 1.0                                                 | VCE 2.0 | VCE 3.0 or 3.1 | VCE 3.4 | VCE 4.0 | VCN 2.0                                                                                             | VCN 3.0                                                                                             | ?                                  |       |       |       |
| Fluid Motion ASIC            | Não                         | Não                        | Não                        | Não                        | Não                        | Não                        | Não                                      | Não                                      | Não                                      | Não                                      | Não                              | Não                              | Não                              | Não                                                     | Não                                                                        | Não                                                     | Yes | Yes | Yes | Yes | Não                                                                                                 | Não                                                                                                 | ?                                  |       |       |       |
| Economia de energia          | ?                           | ?                          | ?                          | ?                          | ?                          | ?                          | ?                                        | ?                                        | ?                                        | ?                                        | PowerPlay                        | PowerPlay                        | PowerPlay                        | PowerPlay                                               | PowerTune                                                                  | PowerTune & ZeroCore Power                              | PowerTune & ZeroCore Power                                                                                           | PowerTune & ZeroCore Power                                                                                           | PowerTune & ZeroCore Power                                                                                           | PowerTune & ZeroCore Power                                                                                           | ?                                                                                                   | ?                                                                                                   | ?                                  |       |       |       |
| TrueAudio                    | —                           | —                          | —                          | —                          | —                          | —                          | —                                        | —                                        | —                                        | —                                        | —                                | —                                | —                                | —                                                       | —                                                                          | —                                                       | Através de DSP dedicado                                                                                              | Através de DSP dedicado                                                                                              | Através de shaders                                                                                                   | Através de shaders                                                                                                   | Através de shaders                                                                                  | ?                                                                                                   | ?                                  |       |       |       |
| FreeSync                     | —                           | —                          | —                          | —                          | —                          | —                          | —                                        | —                                        | —                                        | —                                        | —                                | —                                | —                                | —                                                       | —                                                                          | —                                                       | 1 2 | 1 2 | 1 2 | 1 2 | 1 2                                                                                                 | 1 2                                                                                                 | ?                                  |       |       |       |
| HDCP                         | ?                           | ?                          | ?                          | ?                          | ?                          | ?                          | ?                                        | ?                                        | ?                                        | ?                                        | ?                                | ?                                | ?                                | ?                                                       | ?                                                                          | ?                                                       | 1.4 | 1.4 | 2.2 | 2.2 | 2.3                                                                                                 | 2.3                                                                                                 | 2.3                                |       |       |       |
| PlayReady                    | —                           | —                          | —                          | —                          | —                          | —                          | —                                        | —                                        | —                                        | —                                        | —                                | —                                | —                                | —                                                       | —                                                                          | —                                                       | — | — | 3.0 | Não | 3.0                                                                                                 | ?                                                                                                   | ?                                  |       |       |       |
| Exibições suportadas         |                             |                            |                            |                            |                            | 1–2                        | 2                                        | 2                                        | 2                                        | 2                                        | 2                                | 2                                | 2                                | 2–6                                                     | 2–6                                                                        | 2–6                                                     | 2–6 | 2–6 | 2–6 | 2–6 | ?                                                                                                   | ?                                                                                                   | ?                                  |       |       |       |
| Máx. resolução               | ?                           | ?                          | ?                          | ?                          | ?                          | ?                          | ?                                        | ?                                        | ?                                        | ?                                        | ?                                | ?                                | ?                                | 2–6 × 2560×1600                                         | 2–6 × 2560×1600                                                            | 2–6 × 4096×2160 @ 30 Hz                                 | 2–6 × 4096×2160 @ 30 Hz                                                                                              | 2–6 × 4096×2160 @ 30 Hz                                                                                              | 2–6 × 5120×2880 @ 60 Hz                                                                                              | 3 × 7680×4320 @ 60 Hz                                                                                                | 7680×4320 @ 60 Hz PowerColor                                                                        | 7680×4320 @ 60 Hz PowerColor                                                                        | ?                                  |       |       |       |
| /drm/radeon                  |                             |                            |                            |                            |                            | Yes                        | Yes                                      | Yes                                      | Yes                                      | Yes                                      | Yes                              | Yes                              | Yes                              | Yes                                                     | Yes                                                                        | Yes                                                     | Yes | — | — | — | —                                                                                                   | —                                                                                                   | ?                                  |       |       |       |
| /drm/amdgpu                  | —                           | —                          | —                          | —                          | —                          | —                          | —                                        | —                                        | —                                        | —                                        | —                                | —                                | —                                | —                                                       | —                                                                          | Experimental                                            | Experimental | Yes | Yes | Yes | Yes                                                                                                 | Yes                                                                                                 | ?                                  |       |       |       |
| TeraScale 2 (VLIW5) até 68xx | TeraScale 3 (VLIW4) em 69xx |                            |                            |                            |                            |                            |                                          |                                          |                                          |                                          |                                  |                                  |                                  |                                                         |                                                                            |                                                         | | | | | | |                                    |       |       |       |

1. ↑   A série Radeon 100 possui sombreadores de pixel programáveis, mas não é totalmente compatível com DirectX 8 ou Pixel Shader 1.0. Veja o artigo sobre Pixel shaders do R100.
2. ↑  Os cartões baseados em R300, R400 e R500 não são totalmente compatíveis com OpenGL 2+, pois o hardware não oferece suporte a todos os tipos de texturas não-potência de dois (NPOT).
3. ↑  A conformidade com OpenGL 4+ requer suporte a shaders FP64 e estes são emulados em alguns chips TeraScale usando hardware de 32 bits.
4. 1 2 3  O UVD e o VCE foram substituídos pelo Video Core Next (VCN) ASIC na APU Raven Ridge do Vega.
5. ↑  Processamento de vídeo ASIC para técnica de interpolação de taxa de quadros de vídeo. No Windows funciona como um filtro DirectShow no seu player. No Linux, não há suporte por parte dos drivers e/ou da comunidade.
6. 1 2  Para reproduzir conteúdo de vídeo protegido, também é necessário suporte a cartão, sistema operacional, driver e aplicativo. Um monitor HDCP compatível também é necessário para isso. O HDCP é obrigatório para a saída de certos formatos de áudio, colocando restrições adicionais na configuração de multimídia.
7. ↑  Mais monitores podem ser suportados com conexões DisplayPort nativas ou dividindo a resolução máxima entre vários monitores com conversores ativos.
8. 1 2  DRM (Direct Rendering Manager) é um componente do kernel do Linux. AMDgpu é o módulo do kernel do Linux. O suporte nesta tabela refere-se à versão mais atual.